# Les Lucs-sur-Boulogne
Les Lucs-sur-Boulogne là một xã ở tỉnh Vendée trong vùng Pays de la Loire, Pháp. Xã này có diện tích 53,15 kilômét vuông, dân số năm 2006 là 3113 người. Xã này nằm ở khu vực có độ cao trung bình mét trên mực nước biển.
Danh xưng dân địa phương trong tiếng Pháp là Beucquots-Lucquois(es).

## Biến động dân số
| Năm | 1962  | 1968  | 1975  | 1982  | 1990  | 1999  | 2006  |
| --- | ----- | ----- | ----- | ----- | ----- | ----- | ----- |
| Dân số | 1 994 | 2 068 | 2 213 | 2 342 | 2 629 | 2 702 | 3 113 |
| From the year 1962 on: No double counting—residents of multiple communes (e.g. students and military personnel) are counted only once. |       |       |       |       |       |       |       |